# Langwerpige barnsteenslak
De langwerpige barnsteenslak (Succinella oblonga) is een slakkensoort uit de familie van de barnsteenslakken (Succineidae). De wetenschappelijke naam van de soort werd voor het eerst geldig gepubliceerd in 1801 door Jacques Draparnaud.

## Kenmerken
De relatief dikwandige, rechtse schelp van de langwerpige amberkleurige slak is tot 8,5 mm hoog, tot 4,5 mm breed en heeft 3 tot 3½ sterk gebogen windingen, die van elkaar gescheiden zijn door een diepe naad. De grootte van de behuizing en de hoogte-breedteverhouding zijn zeer variabel. De laatste winding is zwaar opgeblazen, de snuithoogte is ongeveer de helft tot iets meer dan de helft van de totale hoogte. De schaal is ondoorzichtig, het oppervlak mat. Het oppervlak vertoont grove en enigszins onregelmatige groeistrepen. De schelp is amberkleurig aan de kust, bleek geelgrijs tot groenachtig wit in het binnenland. Vaak is het oppervlak van het slakkenhuisje bedekt met een laag vuil en/of uitwerpselen ter camouflage. Het zachte lichaam is meestal donkergrijs van kleur.
In het hermafrodiete voortplantingssysteem is de dunne en zeer lange zaadleider gedraaid. Het mondt uit in de penis aan de top; de overgang is niet duidelijk aangegeven. De penisretractorspier hecht zich aan de zaadleider net voordat de diameter van de zaadleider toeneemt. Een echte epifallus ontbreekt. De basale helft van de penis is omgeven door een penisomhulsel. In het gebied van de peniskoker heeft de penis aan de binnenkant gladde langsplooien, terwijl in het distale gebied, waar de diameter al afneemt, er aan de binnenkant golvende langsplooien zijn. De prostaatklier is erg compact. De vagina is relatief lang en breed; het mist een gespierde kraag. De stengel van het zaadblaasje (spermatheca) is matig lang.

### Vergelijkbare soorten
Succinella oblonga lijkt op de rode barnsteenslak (Quickella arenaria), maar de schelp bij deze soort is meestal hoger, de kransen zijn boller en nemen sneller in omvang toe; minder kransen worden gevormd op dezelfde hoogte. De mond is bijna rond en de groeilijnen zijn grover. Een betrouwbaar onderscheid tussen de twee soorten is alleen mogelijk door het genitale apparaat te onderzoeken. De zaadleider, de eileider en de vagina zijn allemaal veel korter in de rode barnsteenslak. De penis heeft geen penisomhulsel, de zaadleider mondt uit in de top van de penis zonder eerst in dikte toe te nemen. De oprolspier wordt ingebracht aan de top van de penis. De stengel van het zaadblaasje is veel langer.

## Verspreiding en leefgebied
Deze slakkensoort geeft de voorkeur aan vochtige, schaars begroeide locaties, bij voorkeur overstroomde gebieden van de rivieren, dichtslibbingszones van de meren, moerassen met weinig vegetatie, maar komt ook voor op vochtige weiden, op richels en bosranden, onder struiken, aan de voet van muren, onder rotsen en schaarse bossen weg uit het water. Het wordt meestal gevonden op uitgedroogde slikken waar het graast op de algenlaag. Hij eet echter ook jonge bladeren van kruidachtige planten, bloembladen en rottend plantaardig materiaal. Af en toe eet ze ook dierlijke eiwitten, oftewel aas.
De langwerpige barnsteenslak komt bijna in heel Europa en Noordwest-Azië voor, maar altijd zeer lokaal. In het noorden strekt het verspreidingsgebied zich uit tot ongeveer 61° noorderbreedte. Het is ook vrij zeldzaam op de Britse Eilanden en Zuid-Europa. Het is ook niet gebruikelijk in Klein-Azië. In Zwitserland werd het gevonden op een hoogte van 2100 meter, in Bulgarije tot 1300 meter boven zeeniveau.